# Sud (periodico 2004)
Sud - Rivista europea è un periodico edito dal 2004 a Napoli. 
La pubblicazione riprendeva e continuava il progetto originario della rivista Sud edita dal 1945 al 1947, che era stata fondata e diretta da Pasquale Prunas.
Nel gruppo di redattori e scrittori della nuova pubblicazione vi erano Renata Prunas, Antonio Ghirelli (già nel primo Sud), Francesco Forlani, Eleonora Puntillo, Giampaolo Graziano, Martina Mazzacurati, Claudio Franchi, Paolo Trama, Luigi Esposito, Giuseppe Catenacci e altri. La rivista, diretta dallo scrittore campano Francesco Forlani, su progetto grafico del designer napoletano Marco De Luca, fu pubblicata fino al numero 8 dalla casa editrice napoletana Dante & Descartes ed ha proseguito dal numero 9 con le edizioni Lavieri. La redazione "napoletana" era localizzata presso la Scuola Militare Nunziatella. Presidente della pubblicazione è stato Giuseppe Catenacci, all'epoca anche presidente dell'associazione Ex allievi della Nunziatella, direttore responsabile la giornalista Nora Puntillo, direttore artistico Francesco Forlani e direttore creativo Marco De Luca. 
La rivista ha ospitato firme quali Mariano Bàino, Esteban Buch, Sylvano Bussotti, Ennio Cavalli, Aldo Clementi, Biagio Cepollaro, Béatrice Commengé, Alain Daniélou, Dominique Delcourt, Erri De Luca, Luis de Pablo, Petr Král, Milan Kundera, Jean-Claude Izzo, Roberto Masotti, José Muñoz, Stefania Nardini, Marco Palasciano, Matteo Palumbo, Silvio Perrella, Felice Piemontese, Lakis Proguidis, Roberto Saviano, Tiziano Scarpa, Gianni Scognamiglio, Jean-Charles Vegliante, Wu Ming e altri. Due pagine in ogni numero della rivista sono dedicate agli archivi del periodico Sud (1945-1947), di cui sono proposti materiali inediti, a cura di Renata Prunas.
La rivista è stata distribuita in abbonamento e in libreria e nelle maggiori edicole metropolitane.
Sul sito dedicato alla rivista, di recente costruzione, sono stati resi disponibili anche i file PDF dei precedenti numeri; alcuni articoli sono stati pubblicati in anteprima sul sito web Nazione Indiana.
La rivista è stata chiusa dopo il numero 15.